# Overton-fönstret
Overton-fönstret är den bredd av idéer som tolereras som en del i den offentliga diskursen. 
Termen är uppkallad efter Joseph P. Overton, som menade att en idé har politisk livskraft beroende på om den faller inom detta område snarare än idéns meriter. Enligt Overton innehåller fönstret bredden av politik som en politiker kan rekommendera utan att verka för extrem för att få eller behålla sitt förtroende i det nuvarande opinionsläget. 
Konceptet med "Overton-fönstret" har aldrig testats och kritiseras av forskare inom samhällsvetenskap (källa?). I masskulturen och på konservativa webbsidor är begreppet ”Overton-fönstret” uppblåst så mycket att det förklaras som en manipulativ politisk teknologi som kan få samhället att tro att oacceptabla saker (till exempel kannibalism) är acceptabla.